# Jacques Hallez
Jacques Hallez, né à Deneuvre près de Baccarat le 2 avril 1923 et mort le 28 janvier 2021, est un peintre et graveur français, membre de la Société des peintres-graveurs français.

## Biographie
Né à Deneuvre près de Baccarat en Lorraine, le 2 avril 1923, il est le petit-fils de Joseph Emile Gridel, peintre. 
Il intègre l’École des Beaux-Arts de Nancy et apprend la gravure auprès d'André Vahl entre 1940 et 1944. Pendant la Seconde Guerre mondiale, il est mobilisé dans la campagne d'Alsace et d'Allemagne.
En septembre 1945, il épouse Colette Barbazanges, sculptrice. Il vit à Baccarat entre 1945 et 1951, où il se consacre à des travaux de décoration (tissus imprimés, céramique) mais aussi à la peinture et à la gravure. Entre 1948 et 1951, il effectuera de nombreux séjours parisiens, il fera un passage dans l'atelier d'André Lhote. Sa première exposition personnelle aura lieu à la Galerie Sagot-Le Garrec en 1951.
En 1951, il rejoint l’École des Beaux-Arts de Marseille où il est nommé professeur de gravure.
Il devient sociétaire de la Société des peintres-graveurs français en 1964.
En 1973, il retrouve sa Lorraine natale et s'installe à Deneuvre, alors qu'il est nommé professeur de gravure à l’École des Beaux-Arts de Nancy.

## Œuvre
Son œuvre est constitué de plus de 800 cuivres gravés, d'une soixantaine de bois gravés, mais aussi de vitraux, mosaïques et tapisseries.
Il compte aussi plusieurs livres illustrés parmi lesquels :
- Jean-Jacques Kihm, Clowns, Paris, Caractères, 1954
- Paul Valéry, L'Ame et la danse, Paris, Beaux livres, Grands Amis, 1961
- Arthur Rimbaud, Les Illuminations, Paris, Les Francs Bibliophiles, 1966 (19 eaux-fortes)
- Jean-Jacques Kihm, L'étrange dormeur : nouvelles, 1979 (4 bois gravés)
- Émile Moselly, Terres lorraines, 1982 (25 bois gravés)
- Jean-Jacques Kihm, La fenêtre : nouvelles, 1987 (4 bois gravés)
- Émile Verhaeren, Belle en chair : poèmes (cuivres gravés)
- Jean-Jacques Kihm, Si je criais : roman, 1992 (2 bois gravés)
- Jean-Jacques Kihm, Oedipe ou le silence des dieux, 1994 (2 bois gravés)

Ses œuvres sont présentes dans plusieurs collections publiques et notamment au Cabinet des estampes de la Bibliothèque Nationale de France, au Victoria and Albert Museum de Londres, à Cincinnati, au Musée Cantini à Marseille, au Musée départemental d'Art Ancien et Contemporain d’Épinal, au Musée des Beaux-Arts de Nancy et à la Bibliothèque Stanislas de Nancy.

## Distinctions
- Prix Galilée de l'Académie Stanislas, en 1957.